# وزارت آموزش اسرائیل
وزارت آموزش اسرائیل (به عبری: משרד החינוך) یکی از وزارت‌خانه‌های کلیدی اسرائیل و مسئول سیاست‌گذاری و امور مربوط به آموزش و پرورش و آموزش عالی در اسرائیل است.
وزیر آموزش توسط نخست‌وزیر وقت اسرائیل انتخاب می‌شود. هم‌اکنون، گدعون ساعر از حزب لیکود، وزیر آموزش است. هم‌چنین کمسیون آموزش و پرورش از کمیسیون‌های دائمی و ویژه کنست، نظارت بر عملکرد وزارت آموزش اسرائیل را برعهده دارد.

## مدارس و معلمان
جمعاً در اسرائیل بیش از چهار هزار مدرسه وجود دارد و بیش از ۱۳۰ هزار نفر به شغل آموزش اشتغال دارند.

## سیاست‌ها
برابری جنسیتی، از سیاست‌های رسمی وزارت آموزش اسرائیل است. در سال ۲۰۰۷ میلادی، وزارت آموزش اسرائیل، کتابی را برای سال تحصیلی جدید تصویب کرد که در آن، موضع فلسطینی‌ها نسبت به تأسیس کشور مستقل اسرائیل بیان شده‌است.